# Cleistes uliginosa
Cleistes uliginosa är en orkidéart som beskrevs av Guido Frederico João Pabst. Cleistes uliginosa ingår i släktet Cleistes, och familjen orkidéer. Inga underarter finns listade i Catalogue of Life.